# Polarslevmossa
Polarslevmossa (Jungermannia polaris) är en bladmossart som beskrevs av Sextus Otto Lindberg. Polarslevmossa ingår i släktet slevmossor, och familjen Jungermanniaceae. Enligt den finländska rödlistan är arten nära hotad i Finland. Artens livsmiljö är våtmarker i fjällen (myrar, stränder, snölegor). Inga underarter finns listade i Catalogue of Life.